# هلنا پاپارازیو
هلنا پاپارازیو یا اِلنا پاپارازیو (یونانی: Έλενα Παπαρίζου؛ زادهٔ ۳۱ ژانویه ۱۹۸۲) خواننده یونانی‌الاصل اهل سوئد است. وی متولد کشور سوئد است و در آنجا بزرگ شده‌است.
وی با ترانه شماره یک من در مسابقه آواز یوروویژن ۲۰۰۵ برنده شد. او از خوانندگان یونانی است که شهرت جهانی دارد و آلبوم‌های انگلیسی زبان زیادی منتشر کرده‌است.
از مشهورترین کارهای او می‌توان شماره یک من و اوکی را نام برد.

## زندگی
هلنا از کودکی علاقه‌مند به رقص، آواز و هنرپیشگی بود و در سن ۱۷ سالگی گروه موسیقی خود را به نام «آنتیک» تشکیل داد. وی با همین گروه موسیقی که اعضای دیگرش، همکلاسی‌های سابقش بودند، درمسابقه بهترین آهنگ اروپا شرکت کرد. کمی پس از آن، هلنا مورد توجه شرکت‌های موسیقی قرار گرفت و شرکت سونی در سال ۲۰۰۳ با وی قراردادی امضا کرد. این موضع سبب انحلال گروه موسیقی وی شد و خود به‌تنهایی، شروع به ضبط ترانه‌های جدید نمود. مجموعه این آهنگ‌ها در آلبومی به اسم Priority منتشر شد.

## فهرست ترانه‌هایکاورشده هلنا پاپاریزو به فارسی
- آهنگ "خاکسترم نکن" از محس یگانه از آهنگ ''"Magaliazi To Skotadi"'' کاور شده‌است.
- آهنگ "شوخی" از محسن غلامی از آهنگ ''"you are my number one"'' کاور شده‌است.
- آهنگ "اوکی اوکی" از مانی لایو از آهنگ ''"ok"'' کاور شده‌است.

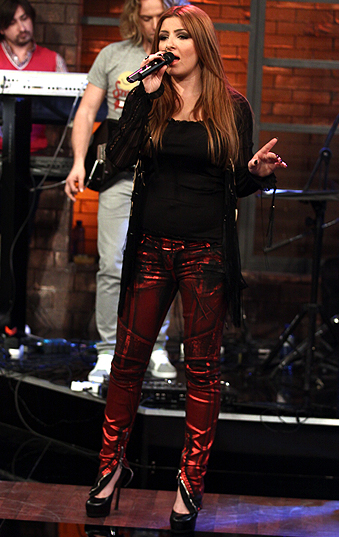
در حال تمرین برای کنسرت